# Aeroportul Guillermo León Valencia
Aeroportul Guillermo León Valencia (IATA: PPN, ICAO: SKPP) este un aeroport din Departamentul Cauca, Columbia ce deservește zona Popayán. Aeroportul a fost tranzitat în 2022 de 118.592 de pasageri. A fost numit după Guillermo León Valencia⁠(d).
Situat la o altitudine de 1.733 m, aeroportul dispune de o singură pistă.